# Удалов, Николай Николаевич (преподаватель)
Удалов Николай Николаевич (род. 1 марта 1943 года) — специалист в области радиотехники. Доктор технических наук, профессор Московского энергетического института (МЭИ). Директор института радиотехники и электроники МЭИ (2002—2008), Заслуженный профессор НИУ «МЭИ».

## Биография
Удалов Николай Николаевич 1 марта 1943 года в Москве в семье генерал-майора, участника Великой Отечественной войны, Николая Алексеевича Удалова и домохозяйки Евдокии Сергеевны. В 1966 году закончил Радиотехнический факультет МЭИ по специальности радиофизика. Учился в аспирантуре радиотехнического факультета. В 1973 году, после окончания аспирантуры и защиты кандидатской диссертации на тему «Переходные процессы в системах фазовой синхронизации», работал в МЭИ на должностях младшего научного сотрудника, ассистента. Получил ученую степень кандидата технических наук, звание доцента (1981). С 1978 по 1979 год проходил стажировку в Датском техническом университете в городе Лингби.
В 1995 году Николай Николаевич защитил докторскую диссертацию на тему «Синтез и анализ нелинейных систем фазовой синхронизации». Получил учёную степень доктора технических наук и звание профессора (1997). С 1996 года работает в Московском энергетическом институте в должности профессора кафедры «Формирования и обработки радиосигналов» (ФОРС). В 1997 году Николаю Николаевичу было присвоено ученое звание профессора. В 1998 году Удалов Н. Н. был избран на должность декана Радиотехнического факультета МЭИ. В 2002 году в МЭИ на базе Радиотехнического факультета и факультета Электронной техники был создан Институт Радиотехники и Электроники им. В. А. Котельникова МЭИ (ТУ). Удалов Николай Николаевич был избран директором этого института. Работал директором и одновременно, до 2008 года — деканом радиотехнического факультета РТФ.
Удалов Николай Николаевич является автором около 180 научных работ, под его руководством было выполнено и защищено в МЭИ шесть кандидатских диссертаций. В раздное время работал членом экспертного совета по Электронике, Измерительной технике, Радиотехнике и Связи ВАК РФ (1999—2013), председателем диссертационного совета в МЭИ (1999).

## Награды
- Почетный работник высшей школы.
- Заслуженный профессор НИУ «МЭИ».
- Почетный радист.
- Медаль Академии космонавтики.